# Falkland Islands Football League
La federazione calcistica delle Isole Falkland (in inglese Falkland Islands Football League, acronimo FIFL) è l'organo che governa il calcio nelle Isole Falkland. Pone sotto la propria egida il campionato e la Selezione. Fondata nel 1916, non è affiliata all'AFC e neanche alla FIFA, ma è associata al NF-Board dal 1998.